# (6229) Tursachan
(6229) Tursachan est un astéroïde de la ceinture principale.

## Description
(6229) Tursachan est un astéroïde de la ceinture principale. Il fut découvert le 4 novembre 1983 à la station Anderson Mesa par Brian A. Skiff. Il présente une orbite caractérisée par un demi-grand axe de 3,08 UA, une excentricité de 0,18 et une inclinaison de 1,6° par rapport à l'écliptique.

## Compléments